# История почты и почтовых марок Бояки

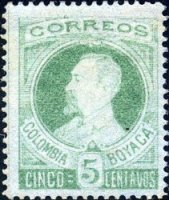
Выпуск Бояки с изображением Диего Мендосы Переса, 1902 г.

История почты и почтовых марок Бояки охватывает развитие почтовой связи в Бояке, департаменте Колумбии, одном из первых девяти суверенных штатов Соединенных Штатов Колумбии, с административным центром в Тунхе, который выпускал собственные почтовые марки в 1902-1904 годах.

## Выпуски почтовых марок
Хотя Бояка имела право выпускать собственные почтовые марки, она использовала почтовые марки Колумбии до 1902 года, когда выпустила марку номиналом 5 сентаво в честь Диего Мендосы Переса.
На почтовых марках оригинальных рисунков надписи: «Colombia. Boyacá» («Колумбия. Бояка»), «Correos» («Почта»), «Departamento de Boyacá» («Департамент Бояка»), «Republica de Colombia» («Республика Колумбия»).
Последний выпуск относится к 1904 году.

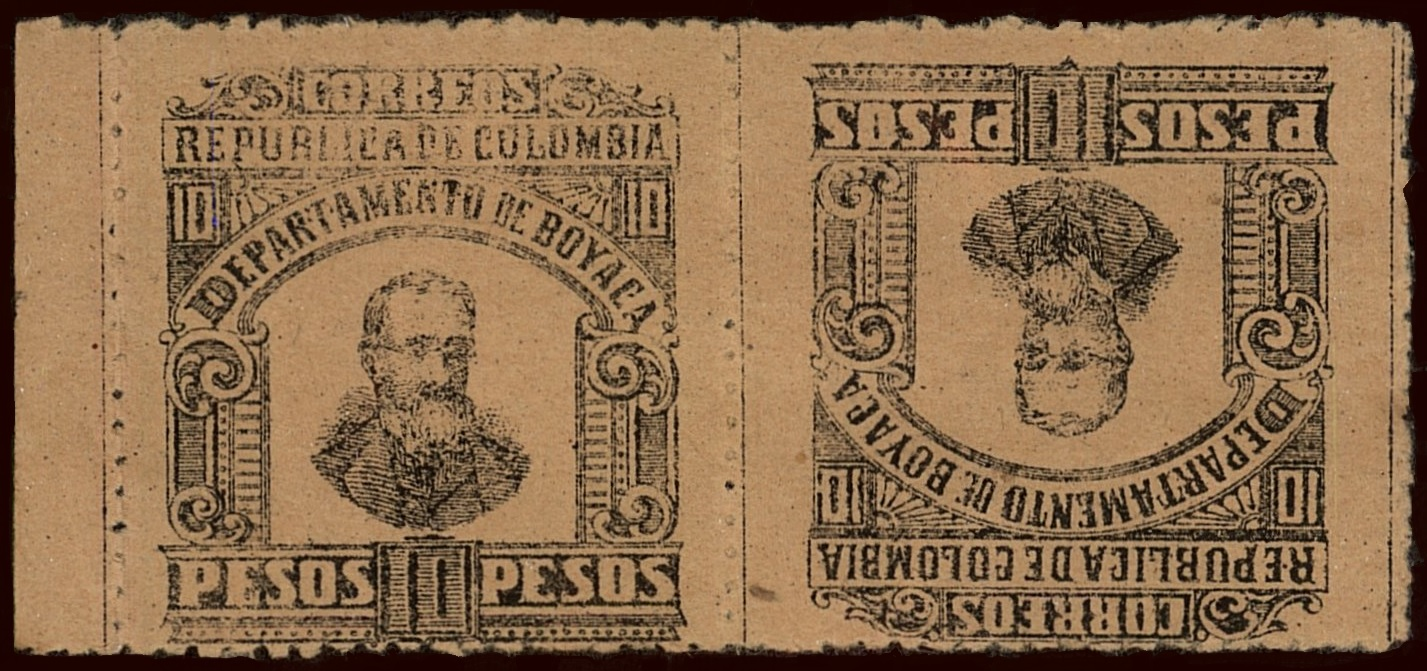
Тет-беш Бояки, 1903(Sc #17b)

Всего было выпущено 15 почтовых марок, из которых известно 9 разновидностей, а также две пары тет-беш (выпуска номиналом 10 песо 1903 года).

## Коллекционирование
Сами марки остаются общедоступными, но погашенные на конвертах встречаются редко: известны восемь конвертов, на одном из которых беззубцовый выпуск 1902 года.